# Odé Lespès
 (mai 2024).
Si vous disposez d'ouvrages ou d'articles de référence ou si vous connaissez des sites web de qualité traitant du thème abordé ici, merci de compléter l'article en donnant les références utiles à sa vérifiabilité et en les liant à la section « Notes et références ».
Pas d'image ? Cliquez ici

a Compétitions nationales et continentales officielles uniquement.

b Matchs officiels uniquement.
Odé Lespès, né le 11 mars 1924 à Agen (Lot-et-Garonne) et mort le 10 novembre 1994 à Villeneuve-sur-Lot (Lot-et-Garonne), est un joueur de rugby à XV et international français de rugby à XIII, évoluant au poste d'ailier ou centre.

## Biographie
Enfant d'Agen, il découvre le rugby à XV et rejoint le SU Agen. Le rugby à XIII réapparaît en France en 1944 après son interdiction durant la Seconde Guerre mondiale ; O. Lespès, à l'instar de nombreux joueurs de rugby à XV, rejoint ce code de rugby et s'engage au sein de l'US Villeneuve qui compte en son sein Marius Guiral, Maurice Brunetaud, Gaston Calixte et Gabriel Genoud. Il s'engage ensuite en 1946 à l'Entente Bordeaux-Bayonne devenant Bordeaux XIII en 1948, disputant de nombreuses demi-finales de Championnat de France et de Coupe de France avec Robert Caillou, Paul Bartoletti et Raymond Detchart, Christian Duplé ou Raymond Contrastin. Il prend part la saison 1951-1952 à la création de Montauban XIII puis passe une année au Toulouse olympique XIII avec les frères Vincent et Fernand Cantoni avant de finir sa carrière à l'US Villeneuve avec Antoine Jimenez, Jacques Dubon, G. Genoud et G. Calixte.
Ailier référence du Championnat de France, il compte également 17 sélections avec l'équipe de France, prenant part aux titres de la Coupe d'Europe des nations en 1949 et 1951 et comptant sur ses coéquipiers Frédéric Trescazes, V. Cantoni, Gaston Comes, Paul Dejean et  Jacques Merquey.

## Palmarès
- Collectif :
  - Vainqueur de la Coupe d'Europe des nations : 1949 et 1951 (France).

### Coupe d'Europe des nations
| Édition | Rang | Résultats France | Résultats Lepes | Matchs Lepes |
| ------- | ---- | ---------------- | --------------- | ------------ |
| 1947    | 3e   | 1 v 0 n 3 d      | 0 v 0 n 2 d     | 2/4          |
| 1948    | 2e   | 2 v 0 n 2 d      | 2 v 0 n 2 d     | 4/4          |
| 1949    | 1er  | 3 v 0 n 1 d      | 3 v 0 n 1 d     | 4/4          |
| 1950    | 4e   | 1 v 0 n 2 d      | 0 v 0 n 2 d     | 2/3          |
| 1951    | 1er  | 2 v 0 n 1 d      | 1 v 0 n 0 d     | 1/3          |
| 1953    | 4e   | 0 v 0 n 3 d      | 0 v 0 n 1 d     | 1/3          |

### Détails en sélection
| Matchs internationaux d'Odé Lespès | Matchs internationaux d'Odé Lespès | Matchs internationaux d'Odé Lespès | Matchs internationaux d'Odé Lespès | Matchs internationaux d'Odé Lespès | Matchs internationaux d'Odé Lespès | Matchs internationaux d'Odé Lespès | Matchs internationaux d'Odé Lespès | Matchs internationaux d'Odé Lespès | Matchs internationaux d'Odé Lespès | Matchs internationaux d'Odé Lespès | Matchs internationaux d'Odé Lespès |
|                                    | Date                               | Adversaire                         | Résultat                           | Compétition                        | Poste                              | Points                             | Essais                             | Pen.                               | Drops                              |                                    |                                    |
| ---------------------------------- | ---------------------------------- | ---------------------------------- | ---------------------------------- | ---------------------------------- | ---------------------------------- | ---------------------------------- | ---------------------------------- | ---------------------------------- | ---------------------------------- | ---------------------------------- | ---------------------------------- |
| sous les couleurs de la France     |                                    |                                    |                                    |                                    |                                    |                                    |                                    |                                    |                                    |                                    |                                    |
| 1.                                 | 12 avril 1947                      | Pays de Galles                     | 15-17                              | Coupe d'Europe                     | Ailier                             | 3                                  | 1                                  | -                                  | -                                  |                                    |                                    |
| 2.                                 | 17 mai 1947                        | Angleterre                         | 2-5                                | Coupe d'Europe                     | Centre                             | -                                  | -                                  | -                                  | -                                  |                                    |                                    |
| 3.                                 | 25 octobre 1947                    | Angleterre                         | 15-20                              | Coupe d'Europe                     | Ailier                             | -                                  | -                                  | -                                  | -                                  |                                    |                                    |
| 4.                                 | 23 novembre 1947                   | Pays de Galles                     | 29-21                              | Coupe d'Europe                     | Ailier                             | -                                  | -                                  | -                                  | -                                  |                                    |                                    |
| 5.                                 | 28 décembre 1947                   | Nouvelle-Zélande                   | 7-11                               | Test-match                         | Ailier                             | -                                  | -                                  | -                                  | -                                  |                                    |                                    |
| 6.                                 | 25 janvier 1948                    | Nouvelle-Zélande                   | 25-7                               | Test-match                         | Ailier                             | -                                  | -                                  | -                                  | -                                  |                                    |                                    |
| 7.                                 | 20 mars 1948                       | Pays de Galles                     | 20-12                              | Coupe d'Europe                     | Ailier                             | 6                                  | 2                                  | -                                  | -                                  |                                    |                                    |
| 8.                                 | 11 avril 1948                      | Angleterre                         | 10-25                              | Coupe d'Europe                     | Ailier                             | -                                  | -                                  | -                                  | -                                  |                                    |                                    |
| 9.                                 | 23 octobre 1948                    | Pays de Galles                     | 12-9                               | Coupe d'Europe                     | Ailier                             | -                                  | -                                  | -                                  | -                                  |                                    |                                    |
| 10.                                | 28 novembre 1948                   | Angleterre                         | 5-12                               | Coupe d'Europe                     | Ailier                             | 3                                  | 1                                  | -                                  | -                                  |                                    |                                    |
| 11.                                | 9 janvier 1949                     | Australie                          | 10-29                              | Test-match                         | Ailier                             | 3                                  | 1                                  | -                                  | -                                  |                                    |                                    |
| 12.                                | 12 mars 1949                       | Angleterre                         | 12-5                               | Coupe d'Europe                     | Ailier                             | 3                                  | 1                                  | -                                  | -                                  |                                    |                                    |
| 13.                                | 10 avril 1949                      | Pays de Galles                     | 11-0                               | Coupe d'Europe                     | Ailier                             | 3                                  | 1                                  | -                                  | -                                  |                                    |                                    |
| 14.                                | 12 novembre 1949                   | Pays de Galles                     | 8-16                               | Coupe d'Europe                     | Ailier                             | 3                                  | 1                                  | -                                  | -                                  |                                    |                                    |
| 15.                                | 4 décembre 1949                    | Angleterre                         | 5-13                               | Coupe d'Europe                     | Ailier                             | -                                  | -                                  | -                                  | -                                  |                                    |                                    |
| 16.                                | 15 avril 1951                      | Pays de Galles                     | 28-13                              | Coupe d'Europe                     | Ailier                             | -                                  | -                                  | -                                  | -                                  |                                    |                                    |
| 17.                                | 23 novembre 1952                   | Autres Nationalités                | 10-29                              | Coupe d'Europe                     | Ailier                             | -                                  | -                                  | -                                  | -                                  |                                    |                                    |

### Détails en club
| Saison    | Saison                  | Championnat           | Championnat | Coupe           | Coupe      | Sélection | Sélection | Sélection | Sélection | Sélection | Sélection | Sélection |
| Saison    | Saison                  | Comp.                 | Class.      | Comp.           | Class.     | Comp.     | M         | Pts       | Ess.      | Buts      | Dp.       |           |
| --------- | ----------------------- | --------------------- | ----------- | --------------- | ---------- | --------- | --------- | --------- | --------- | --------- | --------- | --------- |
| 1944-1945 | US Villeneuve           | Championnat de France |             | Coupe de France | 1/2 finale |           |           |           |           |           |           |           |
| 1945-1946 | US Villeneuve           | Championnat de France |             | Coupe de France | 1/8 finale |           |           |           |           |           |           |           |
| 1946-1947 | Bordeaux-Bayonne        | Championnat de France | 1/2 finale  | Coupe de France | 1/2 finale | CE        | 2         | 3         | 1         | -         | -         |           |
| 1947-1948 | Bordeaux-Bayonne        | Championnat de France | 7e          | Coupe de France | 1/4 finale | CE        | 6         | 6         | 2         | -         | -         |           |
| 1948-1949 | Bordeaux XIII           | Championnat de France | 6e          | Coupe de France | 1/2 finale | CE        | 5         | 12        | 4         | -         | -         |           |
| 1949-1950 | Bordeaux XIII           | Championnat de France | 8e          | Coupe de France | 1/8 finale | CE        | 2         | 3         | 1         | -         | -         |           |
| 1950-1951 | Bordeaux XIII           | Championnat de France | 11e         | Coupe de France | 1/8 finale | CE        | 1         | -         | -         | -         | -         |           |
| 1951-1952 | Montauban XIII          | Championnat de France |             | Coupe de France |            |           |           |           |           |           |           |           |
| 1952-1953 | Toulouse olympique XIII | Championnat de France | 9e          | Coupe de France | 1/4 finale | CE        | 1         | -         | -         | -         | -         |           |
| 1953-1954 | US Villeneuve           | Championnat de France | 1/2 finale  | Coupe de France | 1/8 finale |           |           |           |           |           |           |           |
| 1954-1955 | US Villeneuve           | Championnat de France | 7e          | Coupe de France | 1/4 finale |           |           |           |           |           |           |           |
| 1955-1956 | US Villeneuve           | Championnat de France | 5e          | Coupe de France | 1/4 finale |           |           |           |           |           |           |           |